# NGC 108
NGC 108 (ook wel PGC 1619, UGC 246, MCG 5-2-12 lub ZWG 500.20) is een balkspiraalstelsel in het sterrenbeeld Andromeda die op ongeveer 219 miljoen lichtjaar afstand van de Aarde staat.
NGC 108 werd op 11 september 1784 ontdekt door de Duits-Britse astronoom William Herschel.